# 秦岭木姜子
秦岭木姜子（学名：Litsea tsinlingensis），为樟科木姜子属下的一个植物种。